# Cincinnati, Ohio
Cincinnati je grad u američkoj saveznoj državi Ohio. Godine 2007. imao je 332.458 stanovnika, čime je bio 56. grad po brojnosti u SAD-u, a treći u saveznoj državi, iza Columbusa i Clevelanda. Šire gradsko područje, koje obuhvaća i dijelove Kentuckyja i Indiane, ima preko 2 milijuna stanovnika.
Naselje je osnovano 1788. godine kao Losantiville, a dvije godine kasnije preimenovano je u Cincinnati, prema rimskom državniku Cincinnatusu, a u čast Georgea Washingtona koji je nosio taj nadimak. Grad se tijekom 19. stoljeća razvio zahvaljujući dobroj prometnoj povezanosti, prvo rijekom Ohio s jezerom Erie, a od 1836. i željeznicom s gradovima američkog istoka.
Grad je rodno mjesto glumice Doris Day, redatelja Stevena Spielberga i medijskog magnata Teda Turnera. Također je poprište odigravanja jakog teniskog turnira iz serije ATP World Tour Masters 1000.
U Cincinnatiju od 1853. djeluje prva profesionalna vatrogasna postrojba u SAD-u.

## Vanjske poveznice
- Službena stranica (engl.)

### Ostali projekti
|  | Zajednički poslužitelj ima još gradiva o temi Cincinnati |
|  | Wikizvor ima izvorni tekst Cincinnati                    |